# 越中山田駅
越中山田駅（えっちゅうやまだえき）は、富山県南砺市竹林字天池田島にある西日本旅客鉄道（JR西日本）城端線の駅である。
駅名はかつて存在した東礪波郡山田村に由来している。

## 歴史
- 1951年（昭和26年）8月10日：日本国有鉄道（国鉄）城端線の福光駅 - 城端駅間に新設開業[2]。旅客営業のみ[2]。
- 1952年（昭和27年）5月19日：当駅の管理駅を城端駅から福光駅に変更する[3]。
- 1987年（昭和62年）4月1日：国鉄分割民営化により、西日本旅客鉄道（JR西日本）の駅となる[4]。
- 2020年（令和2年）3月7日：老朽化した待合室が建て替えられた[5]。

## 駅構造
城端方面に向かって右側に単式ホーム1面1線を持つ地上駅（停留所）である。ホーム途中まで15‰の勾配が続いている。
北陸広域鉄道部管理の無人駅で、ホームに待合室があるが駅舎はない。1987年（昭和62年）に無人駅としては全国で初めて鉄道少年団が結成された。

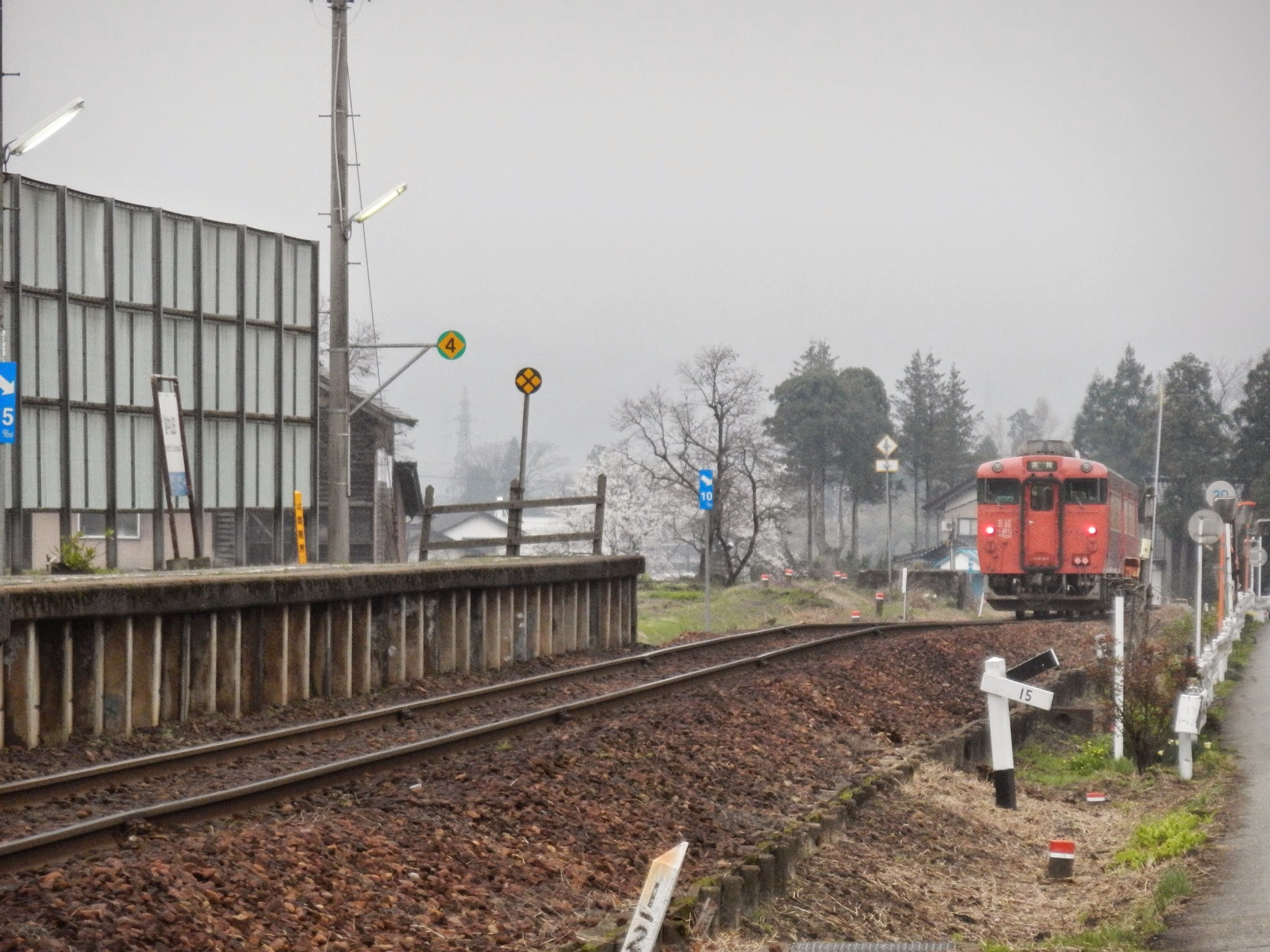
当駅と列車（2015年5月）
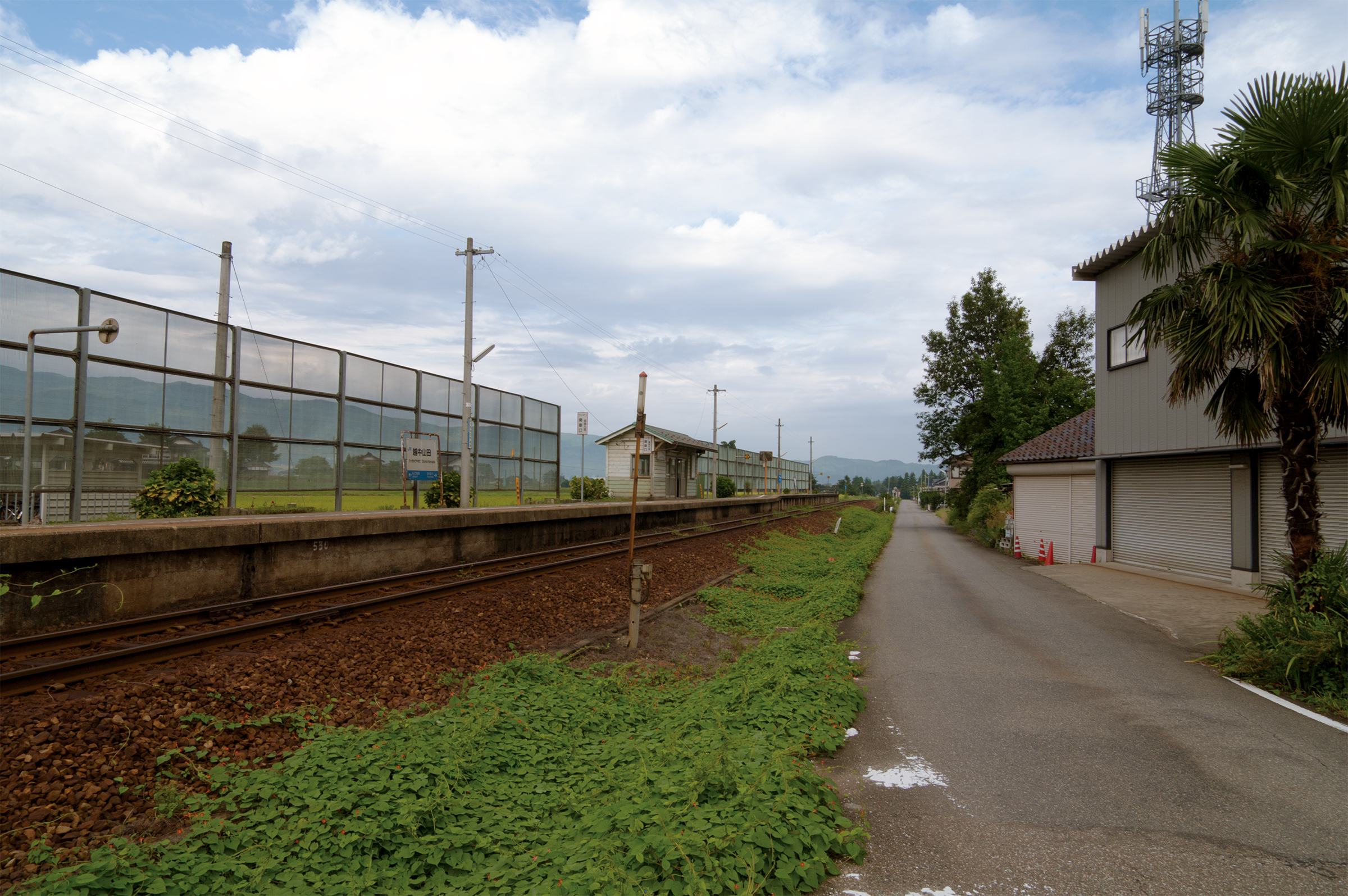
全景（2011年9月）
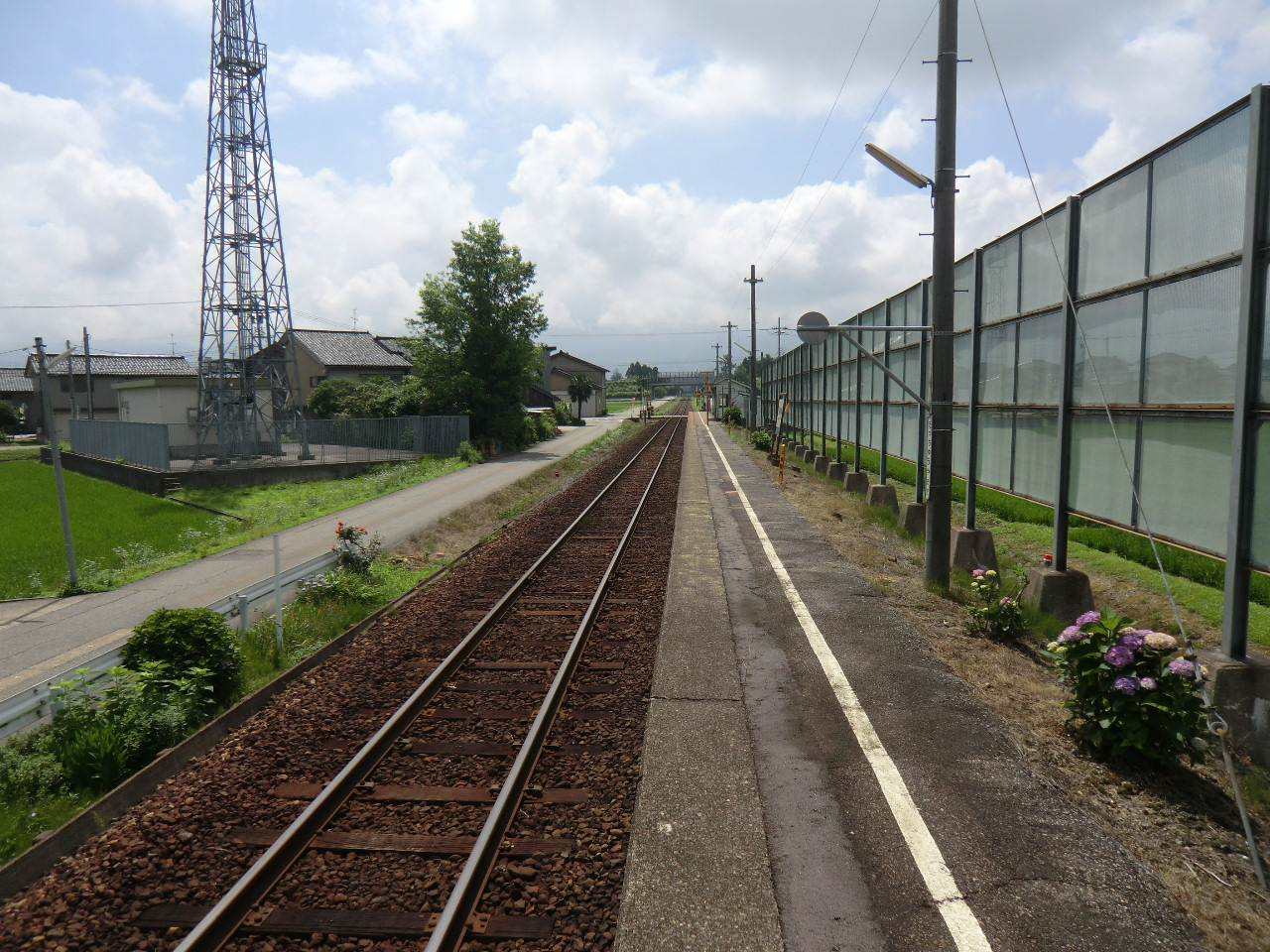
ホーム（2011年7月）
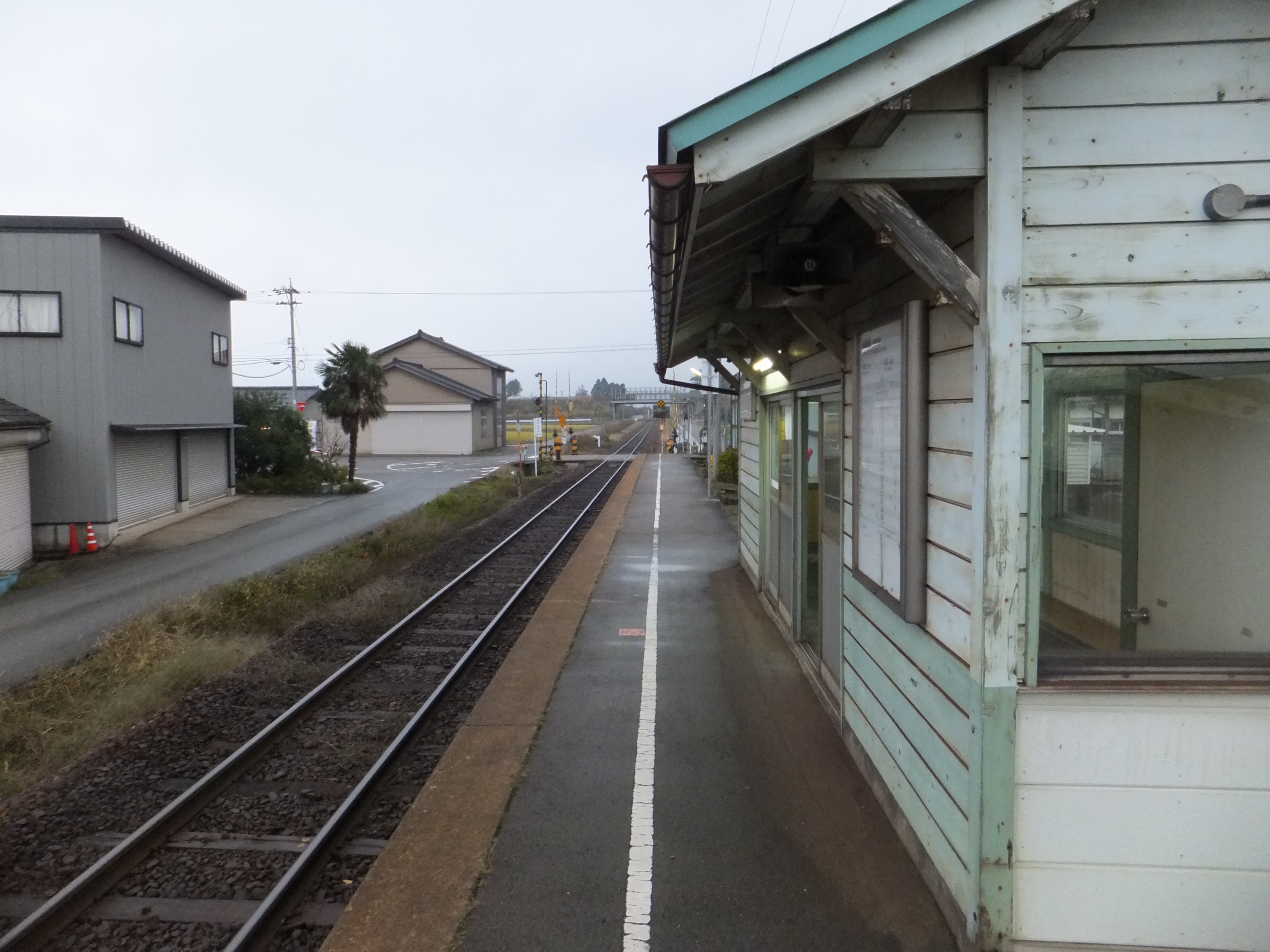
旧待合室（2012年11月）

## 利用状況
「富山県統計年鑑」によると、近年の1日平均乗車人員は以下の通り。
| 年度   | 1日平均 乗車人員 |
| ------ | ---------------- |
| 1995年 | 64               |
| 1996年 | 60               |
| 1997年 | 56               |
| 1998年 | 63               |
| 1999年 | 61               |
| 2000年 | 67               |
| 2001年 | 59               |
| 2002年 | 57               |
| 2003年 | 50               |
| 2004年 | 44               |
| 2005年 | 39               |
| 2006年 | 38               |
| 2007年 | 37               |
| 2008年 | 41               |
| 2009年 | 41               |
| 2010年 | 39               |
| 2011年 | 42               |
| 2012年 | 41               |
| 2013年 | 45               |
| 2014年 | 39               |
| 2015年 | 39               |
| 2016年 | 40               |
| 2017年 | 50               |
| 2018年 | 57               |
| 2019年 | 66               |

## 駅周辺
- 東海北陸自動車道福光IC
- 国道304号
- 南砺中央病院
- 国立病院機構北陸病院
- 富山県立となみ総合支援学校

## 隣の駅
西日本旅客鉄道（JR西日本）
■城端線
福光駅 - 越中山田駅 - 城端駅